# Spreewaldheide
Spreewaldheide is een gemeente in de Duitse deelstaat Brandenburg, en maakt deel uit van het Landkreis Dahme-Spreewald.
Spreewaldheide telt 454 inwoners.